# Aardman Animations
Aardman Animations Limited је британски анимациони студио са седиштем у Бристолу. Познат је по филмовима снимљеним техникама кадар по кадар и пластелинске анимације. Од фебруара 2020. зарадио је 1,1 милијарду долара широм света, са просечном зарадом од 134,7 милиона долара по филму.

## Филмови
1. Кокошке у бекству (2000)
2. Волас и Громит: Проклетство зекодлака (2005)
3. Прошиш’о кроз шољу (2006)
4. Мисија: Спасити Божић (2011)
5. Пирати: Банда неприлагођених (2012)
6. Овчица Шоне (2015)
7. Пећинци (2018)
8. Овчица Шоне филм: Фармагедон (2019)